# Рекреатіву да Каала
Клуб Рекреатіву да Каала або просто Рекреатіву да Каала (порт. Clube Recreativo da Caála) — футбольний клуб, який знаходиться в місті міста Уамбо в Анголі. Один гравець з Каали представляв збірну Анголи з футболу в КАН 2012: півзахисник Осоріу.

## Історія клубу
Клуб був заснований 24 липня 1944 року за часів португальської колоніальної адміністрації в однойменному місті Каала для участі у вищому футбольному дивізіоні Анголи.
У понеділок 3 травня керівництво Рекреатіву да Каала відправило у відставку тренера футбольного клубу португальця Віктора Мануеля. Крім того, згідно з тим же джерелом, команду разом з головним тренером, залишили також помічник тренера Хорхе Пріска та тренер воротарів Фернанду Перейра.

## Досягнення
- Чемпіонат провінції Ангола
  -  Чемпіон (1): 1975

- Гірабола
  -  Срібний призер (1): 2010

## Стадіон
Футбольний клуб «Рекреатіву да Каала» — одна з небагатьох команд у вищому дивізіоні Анголи, яка володіє футбольним стадіоном. Старий стадіон вміщував лише 3000 глядачів, але після реконструкції та розширення може вмістити до 10000 вболівальників. Повторне відкриття стадіону відбулося в жовтні 2013.

## Статистика виступів у національних чемпіонатах
| 2003 ГА b | 2004 ГА b | 2005 ГА b | 2006 ГА b | 2007 ГА b | 2008 ГА b | 2009 ГБ | 2010 ГБ | 2011 ГБ | 2012 ГБ | 2013 ГБ | 2014 ГБ | 2015 ГБ | 2016 ГБ |
|           |           |           |           |           | 1м        |         |         |         |         |         |         |         |         |
|           |           |           |           |           |           |         | 2000    |         |         |         |         |         |         |
| 3         |           |           |           | 3         |           |         |         |         |         |         |         |         |         |
|           | 4         | 4         |           |           |           |         |         |         |         |         |         |         |         |
|           |           |           | 5         |           |           |         |         | 5       |         |         |         |         |         |
|           |           |           |           |           |           |         |         |         |         |         |         |         |         |
|           |           |           |           |           |           |         |         |         |         |         | 7       |         |         |
|           |           |           |           |           |           |         |         |         |         |         |         |         |         |
|           |           |           |           |           |           | 9       |         |         |         |         |         |         |         |
|           |           |           |           |           |           |         |         |         | 10      |         |         |         |         |
|           |           |           |           |           |           |         |         |         |         | 11      |         | 11      |         |

Примітки:1м = Вихід до Гіраболи, ГБ = Гірабола, ГА = Гіра Ангола 
    Рейтинг червоного кольору означає, що клуб вилетів з чемпіонату 
   Рейтинг пурпурового кольору означає, що клуб підвищився у класі та вилетів із чемпіонату одного і того ж сезону

## Участь в змаганнях під егідою КАФ
| Сезон | Турнір                 | Раунд      | Клуб                  | Вдома | На виїзді | Загальний |
| ----- | ---------------------- | ---------- | --------------------- | ----- | --------- | --------- |
| 2011  | Ліга чемпіонів КАФ     | Попередній | Сент-Джордж           | 2-0   | 0-1       | 2-1       |
| 2011  | Ліга чемпіонів КАФ     | 1          | Аль-Хіляль (Омдурман) | 1-1   | 0-3       | 1-4       |
| 2013  | Кубок конфедерації КАФ | Попередній | Пауер Дайнамоз        | 2-0   | 0-1       | 2-1       |
| 2013  | Кубок конфедерації КАФ | 1          | Бугуні                | 4-0   | 2-0       | 6-0       |
| 2013  | Кубок конфедерації КАФ | 2          | Етуаль дю Сахель      | 1-1   | 1-6       | 2-7       |

## Відомі гравці
- Антоніу Міранда Карлуш
- Арсаніу Шитака Календа
- Карлуш Мадіокока
- Метью Жасінту Домінгуш
- Ділсон Б. Себастіау Соареш
- Едуарду ді Андраде Конселіньяс
- Едуарду да Круж Лейте
- Елдон Макуемба
- Гонсалу Сантана Антоніу
- Херменежілду Піментель Браву да Роша
- Лажару Мануель Педру
- Матеуш Фелісіану Томаш
- Мауру ді Жезуш Пінту да Кошта
- Освалду Мануель Сальданья
- Жоакім Альберту Сільва
- Вілсон Едгар Перейра Алегре
- Юрі Гільєрме Лопеш К. Даніель
- Фернанду Зіку М. Нголонголо
- Глаусу Андре Феррейра
- Кемерсон Фрейташ да Кошта
- Вілсон Монтейру Гаю Гонсалвіш
- Крістіан Юлу Нгванджо
- Себастіау Соареш
- Фемі Джозеф
- Карлуш Рубен Кардожу Падре
- Жозе Мануель Шевела ді Соужа
- Жоау Гонсалвіш ді Алмейда
- Мауру Алешандре Родрігеш ді Соужа ді Карвалью
- Жоау Карлуш Варрету Паляреш
- Генрі Міланзі
- Еліджа Тана

## Відомі тренери
| Арлінду Лейтау                 | (1985)          | - |                 |
| Антоніу да Анунсіасау Домінгуш | (березень 2005) | - |                 |
| Мбуїссу Антоніу                | (2007)          | - |                 |
| Хелдер Тейшейра                |                 | - | (серпень 2008)  |
| Жорже Пайшау                   | (серпень 2008)  | - | (серпень 2009)  |
| Руї Грегоріу                   | (січень 2010)   | - | (квітень 2010)  |
| Жоау Кодіа                     | (квітень 2010)  | - | (травень 2010)  |
| Давід Діаш                     | (червень 2010)  | - | (серпень 2010)  |
| Вітор Мануель Моташ Фернандеш  | (грудень 2010)  | - | (травень 2011)  |
| Луїш Айреш                     | (червень 2011)  | - | (липень 2012)   |
| Рікарду Формосінью             | (листопад 2012) | - | (липень 2013)   |
| Ва Пінту                       | (липень 2013)   | - | (травень 2013)  |
| Фернанду Перейра               | (травень 2014)  | - | (листопад 2014) |
| Бернардіну Педроту             | (листопад 2014) | - | (лютий 2015)    |
| Жоау Паулу Арсеніу Рібейру     | (листопад 2014) | - | (лютий 2015)    |
| Хелдер Маріу Педрошу Тейшейра  | (лютий 2015)    | - | (березень 2016) |
| Луїш Мігель Кураду Айреш       | (березень 2016) | - | (березень 2016) |
| Альберту Кордеау               | (березень 2016) | - |                 |